# Gare d'Awa-Ikeda
La gare d'Awa-Ikeda (阿波池田駅, Awa-Ikeda-eki) est une gare ferroviaire de la ville de Miyoshi, dans la préfecture de Tokushima au Japon. La gare est gérée par la JR Shikoku.

## Situation ferroviaire
La gare d'Awa-Ikeda est située au point kilométrique (PK) 43,9 de la ligne Dosan.

## Histoire
La gare d'Awa-Ikeda est inaugurée le 25 mars 1914.

## Service des voyageurs

### Accès et accueil
La gare dispose d'un bâtiment voyageurs, avec guichet, ouvert tous les jours.

### Desserte
- Ligne Dosan :
  - voies 1 à 5 : direction Kōchi, Tadotsu, Takamatsu ou Okayama
- Ligne Tokushima :
  - voies 1 à 5 : direction Tokushima